# 杉山元和
杉山 元和（すぎやま もとかず、1946年12月6日 - ）は実業家。

## 概要
不動産業社（高級住宅の販売や賃貸、ホテル業等）を経営した実業家。学習院大学卒、三菱ガス化学入社。松山バレエ団理事。

## 家族・親族
- 曽祖父:杉山元右衛門（地主、農民）
- 曽祖父:：市川元八（実業家）
- 曽祖父母:：牧野伸顕（内大臣、伯爵）、峰子（三島通庸次女）

- 曽祖父:鍋島直明（軍人、男爵）
- 祖父母:杉山金太郎（豊年製油元会長）、チヨ子
- 祖父母:牧野伸通（華族、式部官）、純子（東宮女官長）
- 父:杉山元太郎（豊年製油元社長）
- 母:淑子
- 妻:育子
- 長男:顕太郎
- 長女:裕子